# CASZ1
Protein sinh tồn giả định (tiếng Anh: Putative survival-related protein) là protein ở người được mã hóa bởi gen CASZ1.